# Afrancesat

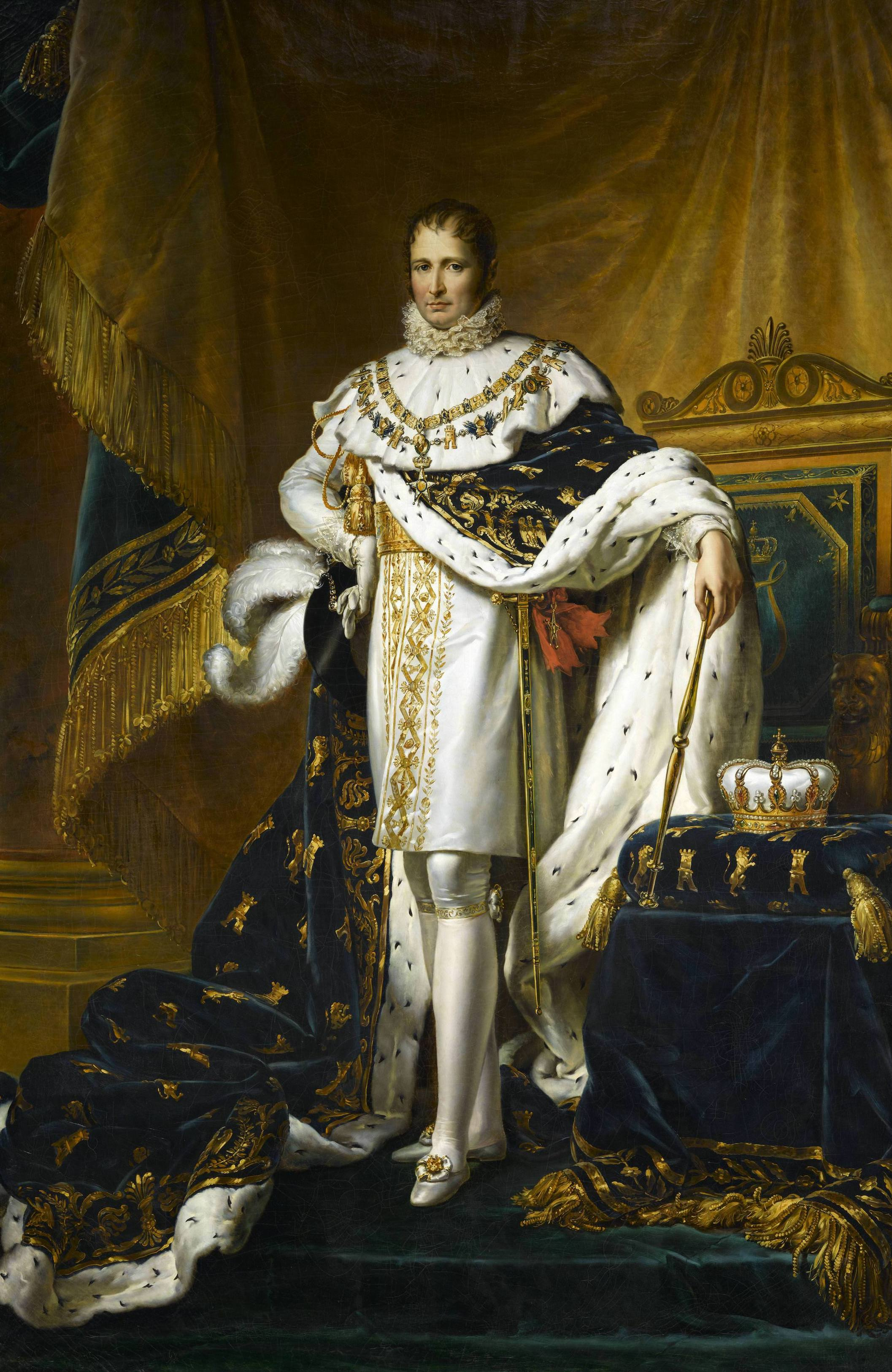
Josep I Bonaparte

En termes generals rebien el qualificatiu d'afrancesats tots aquells que es mostraven seguidors de la cultura francesa i la il·lustració, a partir dels inicis del s. XVIII quan els Borbons assoliren el tron espanyol. Més endavant, durant la Guerra del Francès (1808-1814), la paraula va passar a designar més específicament els partidaris de Josep I Bonaparte i el reformisme liberal, així com aquells que col·laboraven amb l'Administració napoleònica.
De fet foren els patriotes els que començaren a utilitzar despectivament aquest mot contra nobles, funcionaris o intel·lectuals liberals, els quals veien en la presència francesa l'inici de les reformes liberals a Espanya. Per ells era, per tant, una paraula vexatòria sinònima de traïdors.
La denominació «afrancesats», des del segle xviii s'aplica a Espanya de forma pejorativa als seguidors de la Moda de França, bé sigui en qüestions frívoles (com la moda) o importants (com les ciències naturals i socials). L'oposició entre castissos i afrancesats va passar a tenir valor polític amb la Il·lustració, i exacerbar-se amb escàndols puntuals, per exemple, el que va acompanyar a L'Encyclopédie (o Enciclopèdia francesa, 1751) i el seu ambient intel·lectual: l'enciclopedisme, el més clar element dissolvent de l'Antic Règim i totes les seves estructures (règim senyorial, societat estamental i monarquia absoluta).
La Revolució Francesa (1789) i la guerra de la Convenció (1793-95) van excitar els sentiments antifrancesos entre el poble, sobretot gràcies a l'activa implicació del clergat i la Inquisició (en una de les últimes funcions històriques d'aquesta). La posterior aliança amb Napoleó impulsada per Godoy (Príncep de la Pau) no va canviar els sentiments populars ni l'explotació d'ells per part de les elits antiil·lustrades. El gran fracàs hispano-francès en la batalla de Trafalgar (1805) i les estranyes conseqüències del tractat de Fontainebleau de 1807 (una massiva entrada de tropes franceses que teòricament només haurien d'anar de pas cap a Portugal) van culminar en el motí d'Aranjuez i l'aixecament del 2 de maig de 1808 que va iniciar la Guerra del Francès (denominada col·loquialment la francesada).
Quan la major part els secretaris, membres dels Consells, la burocràcia i l'aristocràcia van jurar fidelitat al rei Josep I, germà de Napoleó i impost per aquest després de la renúncia al tron de Ferran VII i Carles IV; el terme afrancesat es va aplicar de forma extensiva (amb el valor de traïdor o col·laboracionista) a tots aquells espanyols que van col·laborar amb l'ocupació francesa i/o amb l'Administració del rei Josep, ja fos per interès personal o per la creença que el canvi de dinastia redundaria en la modernització d'Espanya. Els antics admiradors del francès que van optar pel bàndol denominat patriota (la major part amics personals dels del bàndol afrancesat, i amb idees molt similars) van formar el grup dels liberals a les Corts de Cadis.
Se sol considerar a aquests esdeveniments i els processos històrics i culturals en els quals s'inscriuen com l'origen del nacionalisme espanyol.
La major part dels afrancesats van sortir d'Espanya amb el derrotat exèrcit francès el 1814, formant el primer dels grups d'exiliats espanyols que es repetiran successivament al llarg del segle xix amb motiu dels canvis polítics, i que arribaran fins al 1939 (vegeu emigració espanyola).
Amb posterioritat a la Guerra d'Independència, per parlar del partidari de França o del francès (per exemple, durant la Primera Guerra Mundial) s'usa més aviat el terme francòfil, desproveït de les connotacions negatives de les quals el terme afrancesat no s'ha desprès encara.
Alguns afrancesats reconeguts foren Tomàs de Puig, el diputat a Baiona i comissari de Josep I a Catalunya Josep Garriga, Josep Pujol i March, que posà en marxa la publicació en català del Diari de Barcelona, Melcior de Guàrdia, Ramon Torrà que primer era resistent però finalment col·laborà amb el governador Augereau… Cal tenir en compte, però, que d'altres eren afrancesats per simple acomodament a les circumstàncies. Tal era el cas, per exemple, de l'escriptor i filòsof Fèlix Amat, el bisbe de Girona Ramírez de Arellano, el burgès Erasme de Gònima, Gaspar Remisa… Cal tenir en compte també, però, un altre tipus de partidaris dels francesos, que eren anomenats pels patriotes caragirats, parrots o brivalles. Amb aquests adjectius es qualificava aquells catalans que col·laboraven en la repressió de les autoritats napoleòniques. Alguns d'ells foren Ramon Ciré "el Rajoler", Joan Serra o Josep Pujol "Boquica".
Acabada la guerra, van ser perseguits i molts es van exiliar a França. Tot i que el moderantisme que en general els caracteritzava va facilitar el retorn d'alguns més endavant.

## Característiques
En general, el seu nivell d'instrucció mitjana era molt elevat: la gran majoria dels afrancesats constituïa la classe intel·lectual i pensant del país. Molts d'ells van participar en l'elaboració de l'Estatut de Baiona de 1808 i un grup d'uns pocs era d'idees obertament revolucionàries, per la qual cosa a aquest sector dins de l'afrancesament se'ls va anomenar jacobins. Molts d'ells, els més influents, van participar en lògies maçòniques bonapartistes, com la madrilenya "Santa Julia" o la gran lògia de Manzanares (Ciudad Real).

## Origen del terme
Ja en temps de Carles III s'havia encunyat el terme «afrancesat» per designar els qui seguien els costums i modes franceses, la qual cosa era habitual. Després de la Revolució Francesa el terme va adquirir connotacions polítiques i una major vinculació al pensament revolucionari. El suport dels intel·lectuals i funcionaris a Josep I va intensificar l'ús pejoratiu durant la Guerra del Francès.

## Col·laboracionistes o patriotes
El rei Josep I es va trobar amb un poble que no acceptava la invasió ni el canvi de dinastia, que considerava un atropellament l'ocupació per tropes franceses i que estava disposat a lluitar. El nou rei era un home convençut de ser capaç de dur a terme una reforma política i social d'Espanya, traslladant part de l'esperit de la Revolució Francesa a la societat espanyola, encara ancorada a l'Antic Règim. Els intel·lectuals i funcionaris millor preparats creien en aquesta missió regeneradora de Josep I, que eliminaria l'absolutisme i l'obscurantisme que havien caracteritzat a la societat espanyola de finals del segle xviii. El famós dramaturg Leandro Fernández de Moratín animava a Josep Bonaparte per construir una societat basada en la «raó, la justícia i el poder».
Durant la Guerra del Francès, els afrancesats van tractar de fer de pont entre els absolutistes i els liberals, tractant de conciliar les seves ànsies de transformació política amb la defensa dels interessos nacionals, però es van comerciejar l'odi de tots dos bàndols: uns els menyspreaven per "francesos" i els altres per "espanyols". En els seus escrits els afrancesats van deixar manifest el desig de recollir l'esperit revolucionari francès alhora que volien allunyar al país de les Guerres Napoleòniques. De fet, el 1809 els afrancesats es van enfrontar amb la divisió administrativa que Napoleó va imposar a Espanya i es van oposar a l'annexió francesa de Catalunya, Aragó, Navarra i Biscaia, sense aconseguir resultats favorables. Més tard els afrancesats van intentar intervenir amb les Corts de Cadis per arribar a un acord que superés les diferències amb la Constitució de Baiona, però van ser rebutjats igualment.
En tots dos casos els afrancesats van trobar que els seus projectes d'utilitzar el liberalisme francès per modernitzar Espanya mancaven d'alternatives d'èxit: postular la transformació política era titllat de traïció pels absolutistes espanyols, que ara gaudien del suport de les masses gràcies a l'odi contra l'invasor francès. D'altra banda, el règim napoleònic a Espanya exigia als afrancesats donar suport a la plena subjecció del país al rol dependent i subordinat que se li havia reservat en el sistema continental regit per l'Imperi francès, sent que els plans il·lustrats per modernitzar Espanya eren rebutjats completament pels francesos, interessats només en l'aprofitament econòmic del país.

## Repressió

### Cap a l'exili
Les Corts de Cadis, el 1812, van aprovar dues resolucions en les quals es confiscaven tots els béns de la cort de Josep I i d'aquells que haguessin col·laborat amb l'administració josefina. Després de la caiguda del rei en la batalla de Vitòria a mitjan 1813, tota la cort va passar a França, i amb ells van anar cap a l'exili els que, d'una o una altra manera, havien col·laborat amb el règim. Entre ells es trobaven eclesiàstics, membres de la noblesa, militars, juristes i escriptors. Cal destacar-ne Juan Sempere i Guarinos, els periodistes Javier de Burgos, Sebastián de Miñano, Alberto Lista, José Mamerto Gómez Hermosilla, Manuel Narganes i Fernando Camborda; els escriptors Juan Meléndez Valdés, Pedro Estala, Juan Antonio Llorente, Leandro Fernández de Moratín, José Marchena i Félix José Reinoso; els erudits José Antonio Conde, Martín Fernández de Navarrete i Francisco Martínez Marina, i Mariano Luis de Urquijo, exministre, els bisbes auxiliars de Saragossa i Sevilla, el general Gonzalo O'Farril, el coronel Francisco Amorós i molts altres. També van partir cap a França, encara que no exactament com a exiliats, els que havien estat presos sota el regnat de Josep I, els quals foren traslladats a territori francès.

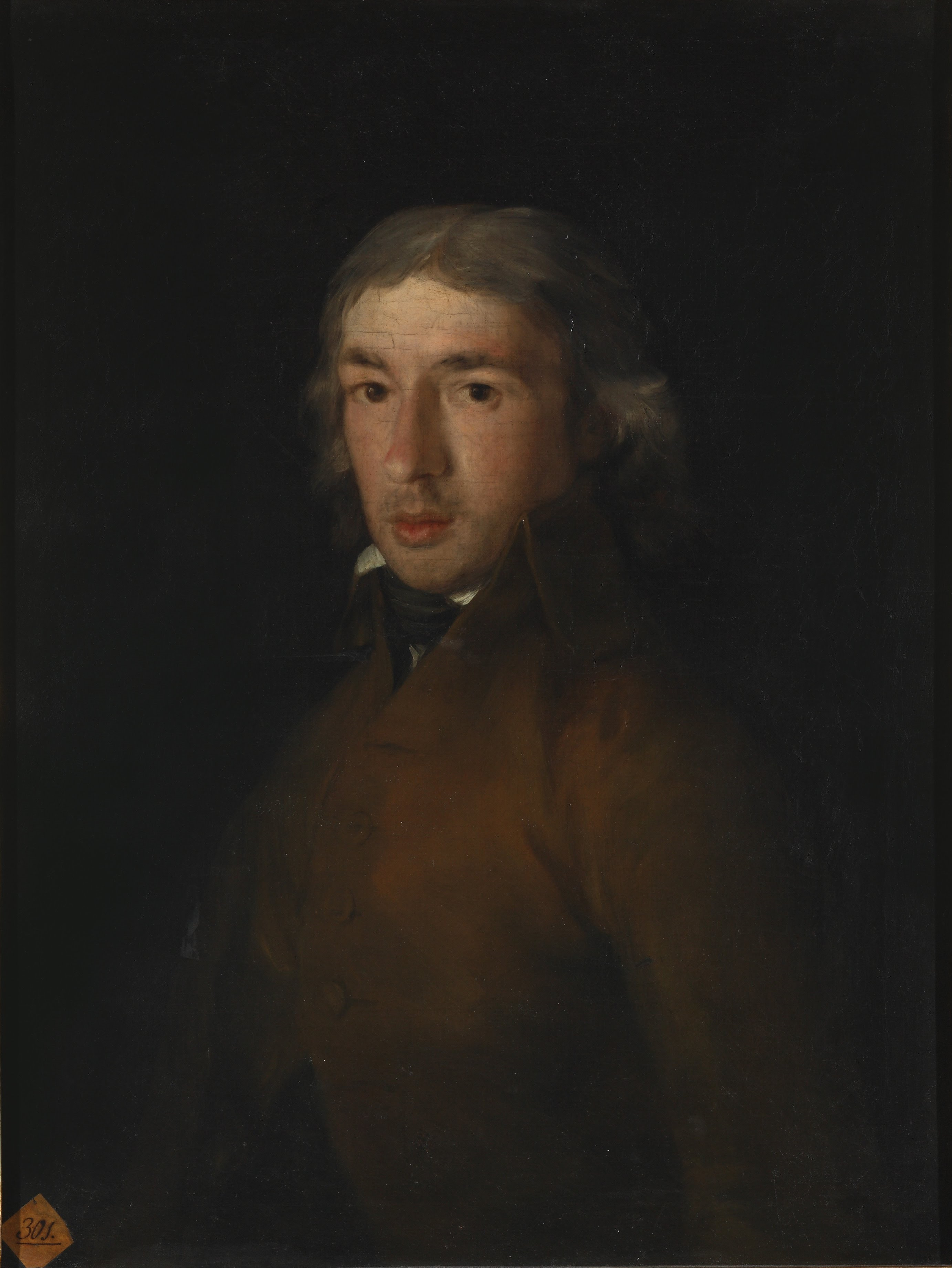
Leandro Fernández de Moratín

Es calcula que més de 4.000 espanyols es trobaven a França en el moment àlgid de l'emigració, encara que altres fonts xifren aquest nombre en 12.000. Tota la seva confiança es va dipositar en Ferran VII, que havia signat amb Napoleó un acord pel qual ningú que hagués servit a Josep I seria represaliat i seguirien gaudint de tots els drets i honors a la tornada del nou rei a Espanya.

### Persecució a l'interior
Ferran VII es trobava en el daurat exili de Valençay. Mentre uns anaven cap a l'ostracisme, ell va tornar a Espanya i el 4 de maig de 1814 va decretar la suspensió de les Corts de Cadis, va limitar la llibertat d'impremta i va ordenar la persecució de tots els afrancesats (inclosos els liberals no col·laboracionistes amb el règim napoleònic) que vivien en territori espanyol, violant els acords de 1813. A partir d'aquest moment les instruccions del govern van ser contundents, amb expedients de depuració en tota l'administració, confiscació de béns i detencions massives que van portar a molts acusats als penals de Ceuta i Melilla. En concret Ferran VII va adoptar quatre disposicions amb els seus corresponents càstigs, que perseguien a aquells que reunissin algun dels següents requisits: els col·laboracionistes, servidors de l'ocupació francesa; els que havien obtingut prebendes o honors sota el règim de Josep I; els funcionaris cooperants que eren aquells que s'haguessin mantingut en el seu lloc de treball encara que no haguessin participat activament al govern; i finalment els que simplement haguessin rebut una proposta per ocupar un lloc, encara que l'haguessin rebutjat.

### La tornada i la nova fugida
D'altra banda, Lluís XVIII de França, quan ja tenia la corona francesa, no va voler mantenir un nombre tan alt d'espanyols amb idees liberals exiliats a França i, després de diversos intents, va esperar a l'indult que permetés el retorn de l'exili, fet que va ocórrer el 1820 després de l'aixecament dels Caps de Sant Joan i la reinstauració de la Constitució de Cadis que marcaria el començament del trienni liberal. Evaristo Pérez de Castro va decretar l'amnistia per a tots ells. Al voltant de tres mil van tornar. La situació, no obstant això, es va complicar amb la tornada de l'absolutisme el 1823, quan molts dels afrancesats, ara acusats de liberals, tornarien a travessar la frontera.

## La cultura de l'exili
Els afrancesats representaven, en molts sentits, una bona part de la cultura i la intel·ligència espanyoles de l'època. Alguns d'ells van ser col·laboradors per pur interès a aconseguir càrrecs dins del regnat de Josep I; uns altres creien fermament en les idees alliberadores que significava la Revolució Francesa, i van veure una oportunitat per a la caiguda de l'absolutisme.
Les seves inquietuds van ser insatisfetes a Espanya, però també a França. Tot el seu treball va quedar enfosquit per les anades i vingudes d'una situació política, l'espanyola i la francesa de 1812 a 1833, tan turbulenta, perjudicant les seves aportacions. La seva situació a França era jurídicament estranya. No existia una regulació per a l'acolliment dels refugiats polítics i, en molts casos, se'ls va aplicar la condició d'apàtrides. El 21 d'abril de 1832, per llei, se'ls va comminar a abandonar França o, si escau, a romandre en determinades localitats. Van proliferar les traduccions a l'espanyol de Voltaire i Montesquieu, es va traduir al francès una part de l'obra jurídica espanyola, es van fer estudis sobre la implantació del paper moneda i es va continuar amb la labor de la il·lustració.
Es tracta, possiblement, del primer exili massiu per motius polítics que ha ocorregut a Espanya al llarg de la història.